# Megasztár (ötödik évad)
A Megasztár 5 a TV2 zenei tehetségkutatójának, a Megasztárnak a 2010-es ötödik évada. A korhatárokat eltörölték, és az énekesek saját együtteseikkel is nevezhetnek. A női műsorvezetőnek Liptai Claudiát választották, míg a zsűriben Fenyő Miklóst a visszatérő Presser Gábor váltotta. A válogatás az év tavaszán elkezdődött, melyből május 1-8-15-én már televíziós összeállítást sugároztak, miközben nyáron hét belföldi és három határon túli helyszínen folytatódott a casting. A műsor augusztus 21-én folytatódott további válogatókkal. Szeptember 27-től a műsort Megamánia címmel hétköznaponként magazinműsor is támogatta. Mivel a műsor sávját rendszeresen a rivális X-faktor nyerte meg, október 15-től a műsor átkerült péntekre. Az új csillagdal címe Hangrobbanás lett, míg a búcsúzó előadót az Álomvilág (Gömöry Zsolt és Csajtay Csaba) című dallal búcsúztatták.

## Válogatók

### Továbbjutók
| 1. válogató            | 2. válogató         | 3. válogató         |
| augusztus 21.          | augusztus 28.       | szeptember 4.       |
| ---------------------- | ------------------- | ------------------- |
| Kállay Saunders András | Szeleczki Dávid     | Varga J. Bernadett  |
| Patai Anna             | Horváth Alexandra   | Páll Tímea          |
| Lakatos Yvette         | Radics Gigi         | Fivérek             |
| Gusztos Bence          | Csonka Andreas      | Giorgio             |
| Tolvai Renáta          | Sárközi Lili        | Cserpes Laura       |
| Szíj Meilnda           | Keskeny Márk        | Street              |
| Kökény Attila          | Lifejune            | Sonia Classius-Clay |
|                        | Bolyki Balázs       | Adam's Comedy       |
|                        | Barócsi Tamás Genya |                     |

### Érdekességek
Ebben az évadban, az első tavaszi válogatón tűnt fel Szarka László ököritófülpösi biztonsági őr, aki gyenge angol kiejtéssel próbálta elénekelni az Alphaville együttes Big in Japan című slágerét, amely ezután „Bikicsunájként” vált ismertté, rövid időn belül nagy népszerűségre szert téve. 
Ezen kívül láthattuk a második válogatón az akkor 91 éves Pál István nógrádi pásztort, tereskei dudást, aki nem önként jelentkezett a tehetségkutatóba, hanem behívták. Ő úgy tudta, hogy fellépése lesz. Amikor kiment volna a színpadról, egy fiatalember megállította, visszatessékelte azzal, hogy a nála lévő papíron az áll: erotikus dalt is kell énekelnie. A dudás ekkor elmondta, hogy ő olyat nem énekel, nem is tud, nem is akar, a tanítványait is tiltja tőle. Őt nem úgy nevelték a szülei, ahogy sokakat manapság, tisztelték egymást idősek, fiatalok.

## Párbajozók
2010. szeptember 25-én tartották az első élő adást, a párbajt, ahol a jelenlévő 24 előadó egy másikkal énekelt, és kettőjük közül a telefonos szavazók egyikőjüket bejuttatták a döntőkbe (a táblázatban félkövérrel jelölve). Tizenharmadik helyen a zsűri vigaszágon továbbjuttatta Tolvai Renátát, aki végül megnyerte a versenyt.
| #  | Előadó                 |                       | Dal                         |
| -- | ---------------------- | --------------------- | --------------------------- |
| 01 | Tolvai Renáta          | Giorgio               | You're That One That I Want |
| 02 | Gusztos Bence          | Barócsi Tamás "Genya" | Pocsolyába léptem           |
| 03 | Kökény Attila          | Sárközi Lili          | Let It Be                   |
| 04 | Patai Anna             | Horváth Alexandra     | A Whole New World           |
| 05 | Fivérek                | Lifejune              | Hotel California            |
| 06 | Varga J. Bernadett     | Páll Tímea            | I Love Rock 'n' Roll        |
| 07 | Szeleczki Dávid        | Sonia Classius-Clay   | One                         |
| 08 | Lakatos Yvette         | Radics Gigi           | Listen                      |
| 09 | Szíj Melinda           | Keskeny Márk          | Aquarius                    |
| 10 | Adam’s Comedy          | Idol Eyed             | Billie Jean                 |
| 11 | Kállay-Saunders András | Bolyki Balázs         | Freedom                     |
| 12 | Csonka Andreas         | Street                | Stayin' Alive               |

## Döntők

### Eredménytábla
– A versenyző nézői szavazatok alapján továbbjutott
     – A versenyző a második telefonos szavazás után továbbjutott
     – A versenyző a zsűri döntése alapján továbbjutott
     – A versenyző kiesett
| #   | Döntősök               | 1. döntő   | 2. döntő                 | 3. döntő                   | 4. döntő                    | 5. döntő                    | 6. döntő                    | 7. döntő                    | 8. döntő                    | 9. döntő                     | 10. döntő                     | 11. döntő                     | Finálé                          |
| #   | Döntősök               | október 2. | október 9.               | október 15.                | október 22.                 | október 29.                 | november 5.                 | november 12.                | november 19.                | november 26.                 | december 3.                   | december 10.                  | december 17.                    |
| --- | ---------------------- | ---------- | ------------------------ | -------------------------- | --------------------------- | --------------------------- | --------------------------- | --------------------------- | --------------------------- | ---------------------------- | ----------------------------- | ----------------------------- | ------------------------------- |
| 1   | Tolvai Renáta          | 35         | 33                       | 37                         | 40                          | 40                          | 39                          | 40-40                       | 40-37                       | Továbbjutott                 | Továbbjutott                  | Utolsó három                  | Győztes                         |
| 2   | Kökény Attila          | 36         | 37                       | 39                         | 38                          | 37                          | 40                          | 39-40                       | 36-38                       | Utolsó három                 | Utolsó kettő                  | Továbbjutott                  | Második helyezett               |
| 3   | Szíj Melinda           | 33         | 34                       | 39                         | 34                          | 37                          | 39                          | 37-34                       | 38-39                       | Utolsó kettő                 | Továbbjutott                  | Kiesett                       | Kiesett a tizenegyedik döntőben |
| 4.  | Kállay Saunders András | 32         | 29                       | 33                         | 38                          | 40                          | 39                          | 35                          | 32-35                       | 38-34                        | Kiesett                       | Kiesett a tizedik döntőben    | Kiesett a tizedik döntőben      |
| 5.  | Giorgio                | 33         | 36                       | 36                         | 35                          | 37                          | 33                          | 40                          | 38-32                       | 37-38                        | Kiesett a kilencedik döntőben | Kiesett a kilencedik döntőben | Kiesett a kilencedik döntőben   |
| 6.  | Lakatos Yvette         | 30         | 32                       | 34                         | 35                          | 37                          | 37                          | 37                          | 36-32                       | Kiesett a nyolcadik döntőben | Kiesett a nyolcadik döntőben  | Kiesett a nyolcadik döntőben  | Kiesett a nyolcadik döntőben    |
| 7.  | Szeleczki Dávid        | 28         | 37                       | 33                         | 33                          | 33                          | 29                          | 36                          | Kiesett a hetedik döntőben  | Kiesett a hetedik döntőben   | Kiesett a hetedik döntőben    | Kiesett a hetedik döntőben    | Kiesett a hetedik döntőben      |
| 8.  | Patai Anna             | 32         | 36                       | 34                         | 34                          | 35                          | 35                          | Kiesett a hatodik döntőben  | Kiesett a hatodik döntőben  | Kiesett a hatodik döntőben   | Kiesett a hatodik döntőben    | Kiesett a hatodik döntőben    | Kiesett a hatodik döntőben      |
| 9.  | Gusztos Bence          | 30         | 40                       | 36                         | 36                          | 32                          | Kiesett az ötödik döntőben  | Kiesett az ötödik döntőben  | Kiesett az ötödik döntőben  | Kiesett az ötödik döntőben   | Kiesett az ötödik döntőben    | Kiesett az ötödik döntőben    | Kiesett az ötödik döntőben      |
| 10. | Fivérek                | 34         | 35                       | 34                         | 33                          | Kiesett a negyedik döntőben | Kiesett a negyedik döntőben | Kiesett a negyedik döntőben | Kiesett a negyedik döntőben | Kiesett a negyedik döntőben  | Kiesett a negyedik döntőben   | Kiesett a negyedik döntőben   | Kiesett a negyedik döntőben     |
| 11. | Adam's Comedy          | 33         | 34                       | 28                         | Kiesett a harmadik döntőben | Kiesett a harmadik döntőben | Kiesett a harmadik döntőben | Kiesett a harmadik döntőben | Kiesett a harmadik döntőben | Kiesett a harmadik döntőben  | Kiesett a harmadik döntőben   | Kiesett a harmadik döntőben   | Kiesett a harmadik döntőben     |
| 12. | Csonka Andreas         | 36         | 30                       | Kiesett a második döntőben | Kiesett a második döntőben  | Kiesett a második döntőben  | Kiesett a második döntőben  | Kiesett a második döntőben  | Kiesett a második döntőben  | Kiesett a második döntőben   | Kiesett a második döntőben    | Kiesett a második döntőben    | Kiesett a második döntőben      |
| 13. | Varga J Bernadett      | 30         | Kiesett az első döntőben | Kiesett az első döntőben   | Kiesett az első döntőben    | Kiesett az első döntőben    | Kiesett az első döntőben    | Kiesett az első döntőben    | Kiesett az első döntőben    | Kiesett az első döntőben     | Kiesett az első döntőben      | Kiesett az első döntőben      | Kiesett az első döntőben        |

Színnel kiemelve a párbajozók, azok akik a legkevesebb szavazatot kapták. A sárga színűt a zsűri továbbengedte, a pirosat pedig kiejtette. A hatodik döntő óta hárman párbajoznak. A kéket a második telefonos szavazás továbbjuttatja, a maradék kettő sorsáról pedig a zsűri a megszokott módon dönt.

### Első döntő – 2010. október 2. – szombat
Téma: Kedvenc dalok
| #  | Előadó                 | Dal                              | Pont | Zene / szöveg                            |
| -- | ---------------------- | -------------------------------- | ---- | ---------------------------------------- |
| 01 | Gusztos Bence          | Are You Gonna Go My Way          | 30   | L. Kravitz, C. Ross                      |
| 02 | Kökény Attila          | Kicsi, gyere velem rózsát szedni | 36   | Gábor S. P., Szenes I.                   |
| 03 | Patai Anna             | Kicsi gesztenye                  | 32   | Dobrády Á.                               |
| 04 | Fivérek                | Bamboleo                         | 34   | T. Baliardo, J. Bouchiki, N. Reyes       |
| 05 | Varga J. Bernadett     | Crying                           | 30   | S. Tyler, J. Perry, T. Rhodes            |
| 06 | Szeleczki Dávid        | I’m Yours                        | 28   | J. Mraz                                  |
| 07 | Szíj Melinda           | Total Eclipse of the Heart       | 33   | J. Steinman                              |
| 08 | Adam’s Comedy          | Paparazzi                        | 33   | R. Fusari, S. Germanotta                 |
| 09 | Giorgio                | If I Only Knew                   | 33   | R. R. Rise                               |
| 10 | Csonka Andreas         | No Woman, No Cry                 | 36   | V. Ford                                  |
| 11 | Lakatos Yvette         | Unfaithful                       | 33   | Ne-Yo, T. E. Hermansen, M. S. Eriksen    |
| 12 | Tolvai Renáta          | Single Ladies (Put a Ring on It) | 35   | T. Harrell, Beyoncé, T. Nash, C. Stewart |
| 13 | Kállay-Saunders András | Lélekdonor                       | 32   | Molnár F. 'Caramel'                      |

### Második döntő – 2010. október 9. – szombat
Téma: Legendás dalok
| #  | Előadó                 | Dal                                  | Pont | Zene / szöveg                   |
| -- | ---------------------- | ------------------------------------ | ---- | ------------------------------- |
| 01 | Giorgio                | Little Less Conversation (JXL remix) | 36   | M. Darvis, B. Strange           |
| 02 | Kállay-Saunders András | Man in the Mirror                    | 29   | G. Ballard, S. Garrett          |
| 03 | Adam's Comedy          | Vidéki sanzon                        | 34   | Szabó T., Kara M.               |
| 04 | Tolvai Renáta          | Poker Face                           | 33   | S. Germanotta, N. Khayat        |
| 05 | Gusztos Bence          | Ha az életben                        | 30   | Kispál és a Borz, Lovasi A.     |
| 06 | Patai Anna             | Girls Just Wanna Have Fun            | 36   | R. Hazard                       |
| 07 | Szíj Melinda           | Hulló falevelek                      | 36   | J. Kosma, J. Prévert, Vécsey E. |
| 08 | Kökény Attila          | Faith                                | 34   | G. Michael                      |
| 09 | Fivérek                | Cancion Del Mariachi                 | 35   | C. Rosas                        |
| 10 | Lakatos Yvette         | Speak Softly Love                    | 32   | L. Kusic, N. Rota               |
| 11 | Szeleczki Dávid        | Feel                                 | 37   | G. Chambers, R. Williams        |
| 12 | Csonka Andreas         | La Camisa Negra                      | 30   | J. E. A. Vásquez                |

### Harmadik döntő – 2010. október 15. – péntek
Téma: Ellenkező nemű énekesek dalai
| #  | Előadó                 | Dal                   | Pont | Zene / szöveg                            |
| -- | ---------------------- | --------------------- | ---- | ---------------------------------------- |
| 01 | Tolvai Renáta          | The Show Must Go On   | 36   | F. Mercury, B. May, R. Taylor, J. Deacon |
| 02 | Giorgio                | Horny                 | 36   | Mousse T., E. Rennalls                   |
| 03 | Kállay-Saunders András | No One                | 33   | A. Keys, K. Brothers, G. Harry           |
| 04 | Patai Anna             | Virtual Insanity      | 34   | J. Kay, T. Smith                         |
| 05 | Adam's Comedy          | Oops!… I Did It Again | 28   | M. Martin, R. Yocouc                     |
| 06 | Gusztos Bence          | I Kissed A Girl       | 28   | C. Dennis, Dr. Luke, M. Martin, K. Perry |
| 07 | Szíj Melinda           | Maradj velem          | 33   | Balázs F., Horváth A.                    |
| 08 | Szeleczki Dávid        | Just Like A Pill      | 33   | D. Austin, Pink                          |
| 09 | Kökény Attila          | I Have Nothing        | 38   | D. Foster, L. Thompson                   |
| 10 | Lakatos Yvette         | Sweet Child o’ Mine   | 34   | Guns N’ Roses                            |
| 11 | Fivérek                | La Isla Bonita        | 34   | B. Gaitsch, P. Leonard, Madonna          |

### Negyedik döntő – 2010. október 22. – péntek
Téma: Magyar dalok
| #  | Előadó                 | Dal                                   | Pont | Zene / szöveg                    |
| -- | ---------------------- | ------------------------------------- | ---- | -------------------------------- |
| 01 | Giorgio                | Hófehér Jaguár                        | 35   | Pély B., Romhányi Á., Orbán T.   |
| 02 | Szeleczki Dávid        | Ilyenek voltunk                       | 33   | Madarász G., Kovács Á.           |
| 03 | Kállay-Saunders András | Altass el                             | 38   | Mester T.                        |
| 04 | Patai Anna             | Szebb holnap                          | 34   | Erdélyi L., Gyenes B., Mischl R. |
| 05 | Fivérek                | Az ünnep                              | 33   | Presser G., Sztevanovity D.      |
| 06 | Szíj Melinda           | Elmegyek                              | 39   | S. Nagy I., Máté P.              |
| 07 | Gusztos Bence          | Csavard fel a szőnyeget               | 31   | Fenyő M., S. Nagy I.             |
| 08 | Tolvai Renáta          | Mindig az a perc a legszebb perc      | 37   | Fényes Sz., Mihály I.            |
| 09 | Lakatos Yvette         | Akad, amit nem gyógyít meg az idő sem | 35   | László A., Horváth A.            |
| 10 | Kökény Attila          | Rád gondolok és a sírás fojtogat      | 35   | Kökény A.                        |

### Ötödik döntő – 2010. október 29. – péntek
Téma: Szerelmes dalok
| #  | Előadó                 | Dal                           | Pont | Zene / szöveg                     |
| -- | ---------------------- | ----------------------------- | ---- | --------------------------------- |
| 01 | Patai Anna             | Lovefool                      | 35   | N. Persson, P. Svensson           |
| 02 | Lakatos Yvette         | Because Of You                | 37   | K. Clarkson, D. Hodeges, B. Moody |
| 03 | Kökény Attila          | (Where Do I Begin) Love Story | 36   | F. Lai, C. Sigman, Várady Zs.     |
| 04 | Giorgio                | She’s the One                 | 37   | K. Wallinger                      |
| 05 | Gusztos Bence          | Always                        | 32   | J. B. Jovi                        |
| 06 | Kállay-Saunders András | Mercy                         | 40   | Duffy, S. Booker                  |
| 07 | Szíj Melinda           | How Lucky Can You Get         | 34   | F. Ebb, J. Kander                 |
| 08 | Tolvai Renáta          | Lady Marmalade                | 37   | B. Crewe, K. Nolan                |
| 09 | Szeleczki Dávid        | Lonely No More                | 33   | R. Thomas                         |

### Hatodik döntő – 2010. november 5. – péntek
Téma: Feldolgozások
| #  | Előadó                 | Dal                               | Pont | Zene / szöveg                               |
| -- | ---------------------- | --------------------------------- | ---- | ------------------------------------------- |
| 01 | Giorgio                | Kiss                              | 33   | Prince                                      |
| 02 | Patai Anna             | The Locomotion                    | 35   | G. Goffin, C. King                          |
| 03 | Kállay-Saunders András | Killer / Papa Was A Rolling Stone | 39   | A. Tinley, H. Seal, N. Whitfield, B. Strong |
| 04 | Szeleczki Dávid        | Easy                              | 29   | L. Richie                                   |
| 05 | Lakatos Yvette         | It's Raining Men                  | 37   | P. Jabara, P. Shaffer                       |
| 06 | Tolvai Renáta          | Fever                             | 38   | E. Cooley, J. Davenport                     |
| 07 | Szíj Melinda           | Mad World                         | 34   | R. Orzabal                                  |
| 08 | Kökény Attila          | Sway                              | 34   | N. Gimbel, P. B. Ruiz                       |

### Hetedik döntő – 2010. november 12. – péntek
Téma: Filmslágerek
| #  | Előadó                 | Dal                                            | Pont | Zene / szöveg                                                                        |
| -- | ---------------------- | ---------------------------------------------- | ---- | ------------------------------------------------------------------------------------ |
| 01 | Lakatos Yvette         | I'm Every Woman                                | 37   | N. Ashford, V. Simpson                                                               |
| 02 | Giorgio                | Think                                          | 40   | A. Franklin, T. White                                                                |
| 03 | Tolvai Renáta          | The Empire State of Mind (Part II) Broken Down | 33   | S. Carter, A. Hunte, B. Keyes, A. Keys, S. Robinson, J. Sewell-Ulepic, A. Shuckburgh |
| 04 | Szíj Melinda           | Moon River                                     | 34   | H. Mancini, J. Mercer                                                                |
| 05 | Kállay-Saunders András | Sorry Seems To Be The Hardest Word             | 35   | E. John, B. Taupin                                                                   |
| 06 | Kökény Attila          | Who Wants to Live Forever                      | 40   | B. May                                                                               |
| 07 | Szeleczki Dávid        | Are You Gonna Be My Girl                       | 36   | N. Cester, C. Muncey                                                                 |

### Nyolcadik döntő – 2010. november 19. – péntek
Téma: Duettek magyar sztárokkal
Sztárfellépő: Tóth Vera: Sorskerék
| #  | Előadók                           | Dal                            | Pont | Zene / szöveg                                 |
| -- | --------------------------------- | ------------------------------ | ---- | --------------------------------------------- |
| 01 | Tolvai Renáta és Ganxsta Zolee    | Crazy in Love                  | 33   | R. Harrison, B. Knowles, S. Carter, E. Record |
| 02 | Lakatos Yvette és Bereczki Zoltán | (I've Had) The Time Of My Life | 36   | F. Previte, J. DeNicola, D. Markowitz         |
| 03 | Kállay-S. András és Gáspár Laci   | Part-Time Lover                | 32   | S. Wonder                                     |
| 04 | Szíj Melinda és Feke Pál          | Magányos csónak                | 38   | Pálvölgyi G., Duba G.                         |
| 05 | Giorgio és Dér Heni               | Trouble                        | 38   | T. Armstrong, Pink                            |
| 06 | Kökény Attila és Miklósa Erika    | Time To Say Goodbye            | 40   | L. Quarantotto, F. Peterson, F. Sartori       |

| #  | Előadók                           | Dal                | Pont | Zene / szöveg            |
| -- | --------------------------------- | ------------------ | ---- | ------------------------ |
| 01 | Tolvai Renáta és Kállay-S. András | Endless Love       | 35   | L. Richie                |
| 02 | Szíj Melinda és Kökény Attila     | New York, New York | 35   | F. Ebb, J. Kander        |
| 03 | Lakatos Yvette és Giorgio         | Kids               | 32   | R. Williams, G. Chambers |

### Kilencedik döntő – 2010. november 26. – péntek
Téma: Erotika
Sztárfellépő: Caramel: Lélekdonor
| #  | Előadó           | Dal                      | Pont | Zene / szöveg                          |
| -- | ---------------- | ------------------------ | ---- | -------------------------------------- |
| 01 | Giorgio          | Don't Talk Just Kiss     | 37   | F. Fairbrass, R. Fairbrass, R. Manzoli |
| 02 | Kökény Attila    | Érints meg               | 39   | Balázs F., Horváth A.                  |
| 03 | Kállay-S. András | Cream                    | 38   | Prince                                 |
| 04 | Tolvai Renáta    | Szerelem az utolsó vérig | 34   | Presser G.                             |
| 05 | Szíj Melinda     | All That Jazz            | 38   | F. Ebb, J. Kander                      |

| #  | Előadó           | Dal                    | Pont | Zene / szöveg          |
| -- | ---------------- | ---------------------- | ---- | ---------------------- |
| 01 | Giorgio          | Father Figure          | 38   | G. Michael             |
| 02 | Kállay-S. András | Wicked Game            | 34   | C. Isaak               |
| 03 | Tolvai Renáta    | I'm Your Baby Tonight  | 34   | L. A. Reid, Babyface   |
| 04 | Szíj Melinda     | Unchained Melody       | 39   | H. Zaret, A. North     |
| 05 | Kökény Attila    | Tevagyazakitalegjobban | 36   | Bársony B., Erdélyi A. |

### Tizedik döntő – 2010. december 3. – péntek
Téma: Évszakok
Sztárfellépő: Rúzsa Magdi: Gábriel
| #  | Előadó           | Dal                             | Zene / szöveg                  |
| -- | ---------------- | ------------------------------- | ------------------------------ |
| 01 | Kállay-S. András | November Rain                   | A. Rose                        |
| 02 | Kökény Attila    | Ez majdnem szerelem volt        | Nagy T., Bradányi I.           |
| 03 | Szíj Melinda     | Éjfél (Memory)                  | T. Rice, T. Nunn, A. L. Webber |
| 04 | Tolvai Renáta    | All I Want For Christmas Is You | M. Carey, A. Afanasief         |

| #  | Előadó           | Dal              | Zene / szöveg                      |
| -- | ---------------- | ---------------- | ---------------------------------- |
| 01 | Kállay-S. András | Ajándék          | Som L., Köves M.                   |
| 02 | Szíj Melinda     | Sunny            | B. Hebb                            |
| 03 | Kökény Attila    | Ne félj (Adagio) | T. Albinoni, Szakály L., Szécsi P. |
| 04 | Tolvai Renáta    | Summertime       | D. Heyward, G. Gershwin            |

### Tizenegyedik döntő – 2010. december 10. – péntek
Téma: Duettek egymással
Sztárfellépő: Király Viktor
| #  | Előadó        | Dal       | Zene / szöveg                                                  |
| -- | ------------- | --------- | -------------------------------------------------------------- |
| 01 | Tolvai Renáta | Hush Hush | J. Larosa, A. Rurrchare, N. Scherzinger, D. Fekaris, F. Perree |
| 02 | Kökény Attila | Ő (She)   | C. Aznavour, H. Kretzmer, Bradányi I.                          |
| 03 | Szíj Melinda  | Cabaret   | F. Ebb, J. Kander                                              |

| #  | Előadó                         | Dal                          | Zene / szöveg            |
| -- | ------------------------------ | ---------------------------- | ------------------------ |
| 01 | Tolvai Renáta és Szíj Melinda  | Proud Mary                   | John Fogerty             |
| 02 | Tolvai Renáta és Kökény Attila | Hamvadó cigarettavég         | Hegedűs T., G. Dénes Gy. |
| 03 | Szíj Melinda és Kökény Attila  | Száguldás, Porsche, Szerelem | Nagy T., Juhász S.       |

| #  | Előadó        | Dal                       | Zene / szöveg                |
| -- | ------------- | ------------------------- | ---------------------------- |
| 01 | Szíj Melinda  | Félteni kell              | Fényes Sz., Szenes I.        |
| 02 | Kökény Attila | Könnyű álmot hozzon az éj | Várkonyi M., Miklós T.       |
| 03 | Tolvai Renáta | Crazy                     | S. Tyler, J. Perry, D. Child |

### A finálé – 2010. december 17. – péntek
Meghívott sztárvendégként lépett fel az eddigi összes Megasztár győztes, és a legtöbb döntős az előző négy szériából, illetve a 2010-es legjobb tizenhárom.
| #  | Előadó        | Dal                 | Zene / szöveg                               |
| -- | ------------- | ------------------- | ------------------------------------------- |
| 01 | Tolvai Renáta | Hurt                | C. Aguilera, L. Perry, M. Ronson            |
| 02 | Kökény Attila | Még nem veszíthetek | Zámbó I., Pásztor L., Jakab Gy., Lakatos G. |

| #  | Előadó        | Dal                              | Zene / szöveg          |
| -- | ------------- | -------------------------------- | ---------------------- |
| 01 | Tolvai Renáta | Mindig az a perc a legszebb perc | Fényes Sz., Mihály I.  |
| 02 | Kökény Attila | Kicsi, gyere velem rózsát szedni | Gábor S. P., Szenes I. |

| #  | Előadó                         | Dal                      | Zene / szöveg       |
| -- | ------------------------------ | ------------------------ | ------------------- |
| 01 | Tolvai Renáta és Molnár Ferenc | The Way You Make Me Feel | M. Jackson          |
| 02 | Kökény Attila és Tóth Vera     | Szomorú vasárnap         | Seress R., Jávor L. |

| Előadó                         | Dal    | Zene / szöveg |
| ------------------------------ | ------ | ------------- |
| Tolvai Renáta és Kökény Attila | Caruso | L. Dalla      |

## Nézettség
| Epizód          | Vetítés              | Teljes lakosság | Arány (%) | Heti helyezés | For.   |
| --------------- | -------------------- | --------------- | --------- | ------------- | ------ |
| Casting I.      | 2010. május 1.       | 1,344 millió    | 35,5      | -             | [ 2 ]  |
| Casting II.     | 2010. május 8.       | 1,693 millió    | 39,4      | 2.            | [ 3 ]  |
| Casting III.    | 2010. május 15.      | 1,781 millió    | 37,4      | -             | [ 4 ]  |
| Casting IV.     | 2010. augusztus 21.  | 1,475 millió    | 38,1      | -             | [ 5 ]  |
| Casting V.      | 2010. augusztus 28.  | 1,028 millió    | 22,3      | 15.           | [ 6 ]  |
| Casting VI.     | 2010. szeptember 4.  | 1,085 millió    | 22,8      | -             | [ 7 ]  |
| Középdöntő I.   | 2010. szeptember 4.  | 1,812 millió    | 40,6      | 2.            | [ 8 ]  |
| Középdöntő II.  | 2010. szeptember 11. | 1,193 millió    | 24,1      | -             | [ 9 ]  |
| Középdöntő III. | 2010. szeptember 18. | 1,271 millió    | 26,3      | -             | [ 10 ] |
| Élő műsorok     |                      |                 |           |               |        |
| Párbaj          | 2010. szeptember 25. | 1,469 millió    | 30,7      | -             | [ 11 ] |
| Döntő I.        | 2010. október 2.     | 1,658 millió    | 33,7      | -             | [ 12 ] |
| Döntő II.       | 2010. október 9.     | 1,657 millió    | 34,2      | -             | [ 13 ] |
| Döntő III.      | 2010. október 15.    | 1,881 millió    | 45        | -             | [ 14 ] |
| Döntő IV.       | 2010. október 22.    | 2,191 millió    | 48,9      | 2.            | [ 15 ] |
| Döntő V.        | 2010. október 29.    | 2,13 millió     | 48,2      | -             | [ 16 ] |
| Döntő VI.       | 2010. november 5.    | 2,019 millió    | 49        | -             | [ 17 ] |
| Döntő VII.      | 2010. november 12.   | 1,96 millió     | 46,7      | -             | [ 18 ] |
| Döntő VIII.     | 2010. november 19.   | 2,07 millió     | 48,5      | -             | [ 19 ] |
| Döntő IX.       | 2010. november 26.   | 1,971 millió    | 46,2      | -             | [ 20 ] |
| Döntő X.        | 2010. december 3.    | 1,950 millió    | 45,7      | -             | [ 21 ] |
| Döntő XI.       | 2010. december 10.   | 2,052 millió    | 49,3      | -             | [ 22 ] |
| Finálé          | 2010. december 17.   | 2,020 millió    | 48,4      | -             | [ 23 ] |

## Albumok
A korábbi évadokhoz hasonlóan a Megasztár 5-höz kapcsolódóan is jelent meg CD. 2010. december 8-án adták ki a Megasztár TOP 5 című válogatáslemezt. 
A CD-n a következő dalok találhatóak:
- 1. Közös - Waka Waka
- 2. Kökény Attila - Kicsi gyere velem
- 3. Tolvai Renáta - Single Ladies
- 4. Kállay-Saunders András - Altass el
- 5. Giorgio - If I Only Knew
- 6. Szíj Melinda - Moon River
- 7. Közös - Represent Cuba